# سنجاي سينغ (لاعب إسكواش)
سنجاي سينغ هو لاعب إسكواش ماليزي، ولد في 23 أبريل 1994 في سراوق في ماليزيا.

## وصلات خارجية
- سنجاي سينغ على موقع الاتحاد الدولي لمحترفي الاسكواش (مؤرشف) (الإنجليزية)
- سنجاي سينغ على موقع SquashInfo.com (الإنجليزية)